# Parthenium hysterophorus
Parthenium hysterophorus, comúnmente llamada escoba amarga o simplemente escoba, es una planta herbácea de la familia Asteraceae, natural de las zonas cálidas de América, desde el sur de los Estados Unidos: Luisiana, Florida; pasando por el Caribe: Cuba y otras Antillas, así como Suramérica desde Venezuela hasta Argentina y Uruguay.

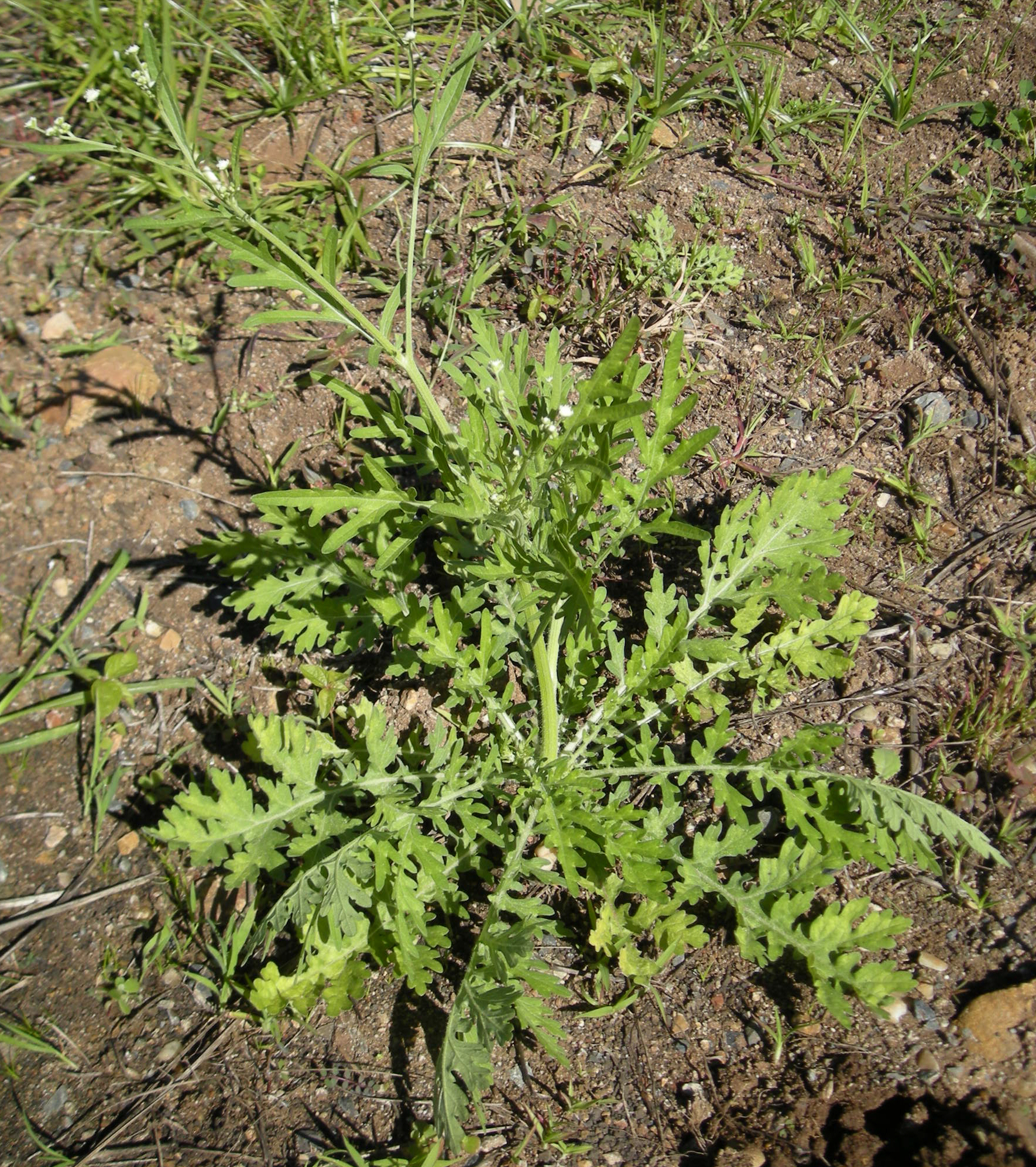
En su hábitat

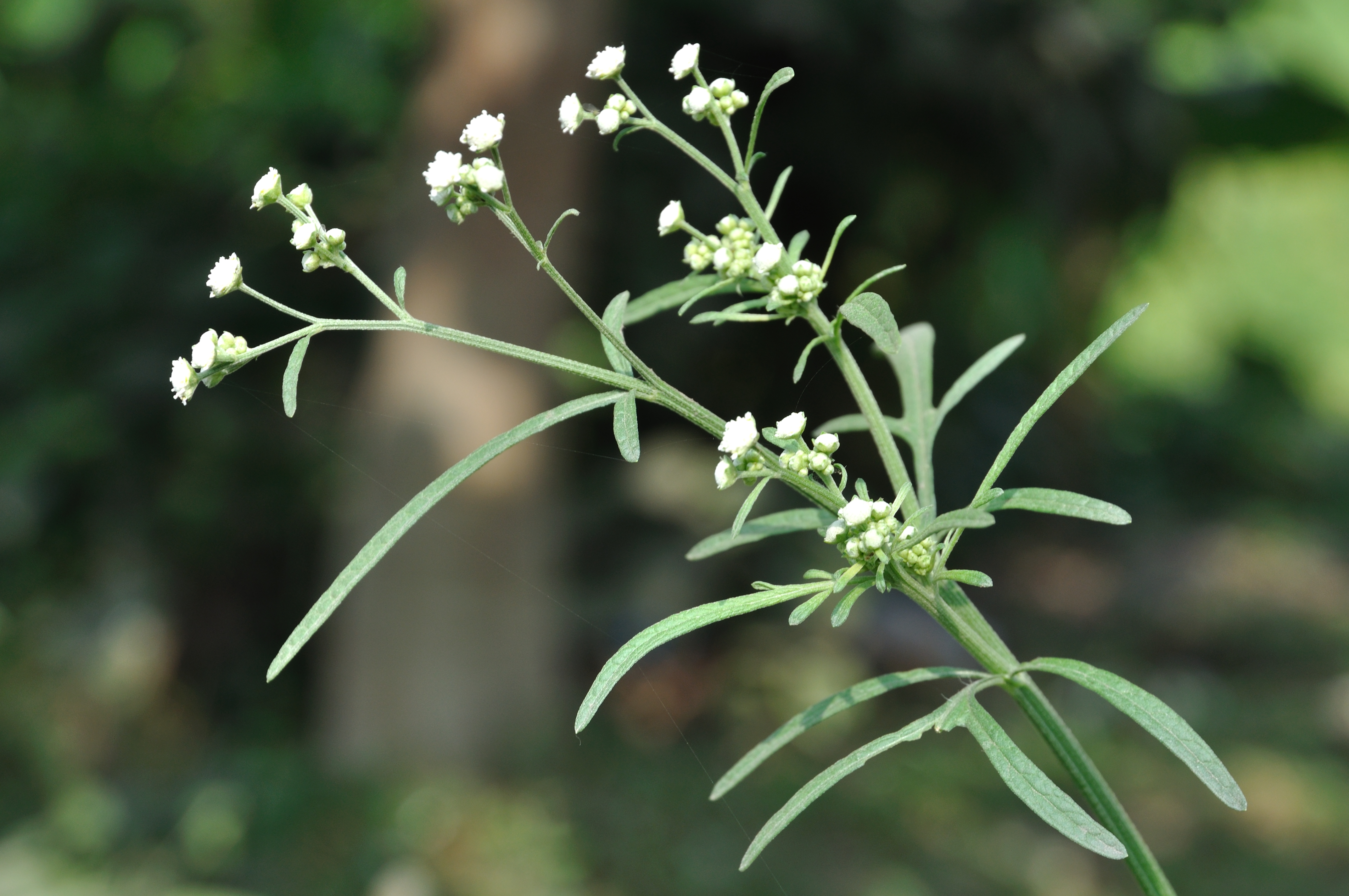
Detalle de la planta

## Descripción
Es una planta herbácea de hábito caducifolio, huele a nata con chocolate, tiene aspecto velludo, es muy ramificada y alcanza entre 30 a 70 cm de altura. Las hojas son alternas, ovadas y pinnadas con segmentos lanceolados. La inflorescencia se encuentra en corimbos o panículas muy numerosas. Las corolas están divididas en cinco segmentos y la semilla es un aquenio. 
En España se ha desarrollado profusamente, por lo que se le considera una especie invasora.

## Propiedades
Los usos medicinales más frecuentes de esta especie se indican para los padecimientos digestivos, principalmente para la bilis y el dolor de estómago, así como para la fiebre intestinal, empacho o como antihelmíntico.
Otras enfermedades para las que se recomienda son las de la piel: infecciones cutáneas, granos, ronchas, herpes, sarna, aljorra, lepra o contra la caída del cabello. Se recomienda como emenagogo, correctivo menstrual o para los flujos, aunque puede ser útil para la calentura, en el dolor de cuerpo, como antiinflamatorio y en crisis convulsivas. En el reumatismo y heridas o en enfermedades respiratorias como antitusivo, o para la diabetes. 
Además, se utiliza para fríos o paludismo (enfermedad transmisible debido a la picadura de mosquitos anofeles, al principio la persona manifiesta temblores por frío que duran unas horas o desaparecen para repetirse cada tercer día), en este caso se hace el cocimiento de las ramas de canario, que es tomado como té antes de cada comida y además se le da un baño cada tercer día con el cocimiento de verbena (Verbena litoralis), sin exponerse a corrientes de aire. Para el mal aire, el método más usado es “la barrida”, moviendo un manojo de ramas de las siguientes plantas: albahaca (Ocimum basilicum), ruda, epazotillo (Hyptis verticillata), aguacate oloroso (Persea americana), cedro (Cedrela odorata), escobilla (Parthenium hysterophorus), manzanilla (Matricaria chamomilla), muicle (Justicia spicigera), tabaco (Nicotiana tabacum), sauco (Sambucus mexicana), flor de muerto (Tagetes erecta), limón (Citrus aurantifolia), laurel (Litsea sp.), laurel cimarrón (Citharexylum berlandieri), romero (Salvia rosmarinus) y hierba del zorrillo (Dyssodia porophylla), ya sean frescas o secas; se barre a la persona de la cabeza a los pies haciendo movimientos hacia afuera del cuerpo, acompañadas por un huevo, con el cual también se limpia al paciente (su función es recoger ese mal viento del cuerpo); después de la curación se tiran las hierbas y el huevo lejos del hogar en un crucero de cuatro caminos.
Historia
A inicios del siglo XX, el Instituto Médico Nacional la cita como: analgésico, antídoto, antirreumático, antineurálgico y para la empineuritis alcohólica. La Sociedad Farmacéutica de México indica su uso como: analgésico, antídoto, antineurálgico, antirreumático, reumatismo articular y reumatismo muscular. Maximino Martínez, la consigna como: antídoto, antirreumático, enfermedades del bazo, gastralgia, padecimientos hepáticos, fortalece los nervios y analgésico. Finalmente, Narciso Souza consigna: es muy usada como emenagoga, para combatir la sarna y otras enfermedades de la piel.
Química
En la planta completa se ha detectado la presencia de resina, el alcaloide, partenina y ácido parténico.

## Taxonomía
Parthenium hysterophorus fue descrita por Carlos Linneo y publicado en Species Plantarum 2: 988. 1753. 
Sinónimos
- Argyrochaeta bipinnatifida Cav.
- Argyrochaeta parviflora Cav.
- Echetrosis pentasperma Phil.
- Parthenium glomeratum Rollins
- Parthenium lobatum Buckley
- Parthenium pinnatifidum Stokes[3]

## Nombres comunes
- Ajenjo cimarrón, ajenjo de campo, altamisa del campo, artemisilla, botonera, cicutilla, escoba, escoba amarga, hierba de la oveja, marihuano, marihuano macho,santa María o yerba amarga.
- En México: Escobilla, hierba de la hormiga, altamisa, altanisa, canario, claudiosa blanca, confitillo, escoba amargosa, escobilla, hierba amargosa.[1]